# Флагманский инженер-механик
Флагманский инженер-механик
Флагманский инженер-механик — должностное звание в 1886—1905 годах на русском императорском флоте, соответствовало 6-му классу Табели о рангах.

## История
Звание было введено в 1886 году Указом императора Александра III при реорганизации Корпуса корабельных инженеров. В соответствии с Положением о корабельных инженерах и инженер-механиках флота звание «флагманский инженер-механик» было введено взамен звания полковника Корпуса инженер-механиков флота.
К категории флагманский инженер-механик относились восемь береговых должностей:
 — Главный техник-ревизор Морского технического комитета
 — Старший делопроизводитель Морского технического комитета
 — Главные инженер-механики Кронштадтского и Николаевского порта (две должности)
 — Управляющий Кронштадстским пароходным заводом
 — Старший инженер-механик Санкт-Петербургского порта
 — Главный инженер-механик Владивостокского порта (он же заведующий механическим заводом)
 — Главный механик Ижорских адмиралтейских заводов (он же помощник Управляющего этим заводом)
а также было введено восемь штабных должностей на военных флотах.
Звание относилось к 6-му классу Табели о рангах. Вышестоящим для него было звание инспектор механической части, нижестоящим — старший инженер-механик.
Для данного звания было установлено титулование «ваше высокоблагородие», по нему могло жаловаться потомственное дворянство. Оно предназначалось для флагманских специалистов Корпуса, состоявших при командующих флотами и эскадрами, присваивалось приказами генерал-адмирала или главноуправляющего морским ведомством.
Для производства в данное звание помимо выслуги определённого ценза инженер-механик должен был прослужить также определённое количество месяцев «в кампании», то есть в плаваниях. Для получения звания флагманского инженер-механика старший инженер-механик обязан был прослужить в этом звании не менее 5 лет на судах первого ранга или на судах 2 ранга с мощностью машин 3000 или более сил, а также совершить в течение этого времени 12 месяца внутреннего плавания или 24 месяца заграничного плавания. При назначении на береговые должности требования к кандидатам по плавательному цензу и мощности машин на кораблях, на которых они служили, были ниже.
Отставленные от должностей инженер-механики, не состоявшие уже на штатных должностях во флоте, могли до двух лет числиться «по корпусу», проходя при этом службу в других ведомствах, на коммерческих судах, или управляя частными мореходными предприятиями, после чего увольнялись в отставку или в запас.
Имевшие выслугу «в кампании» свыше ста двадцати, но менее ста восьмидесяти месяцев при увольнении получали, независимо от пенсии, ежегодный пенсион в размере половины оклада жалованья по 1-му разряду I-й табели «Положения о денежном довольствии офицерских и классных чинов флота», а прослужившие в плавании свыше ста восьмидесяти месяцев получали две трети оклада.
Флагманские инженер-механики могли служить на действительной службе до достижения предельного возраста — 58 лет.
В 1905 году особые звания Корпуса были упразднены, а инженер-механики приравнены к прочим офицерам флота, служившим «по Адмиралтейству», как это было до 1874 года.
В 1913 году с переводом корпуса на звания, приближённые к званиям корабельного состава, это звание было упразднено, а флагманские инженер-механик были переаттестованы в инженер-механик-капитан 1 ранга.